# Weser
|  | Per a altres significats, vegeu «Weser (desambiguació)». |

El Weser o en baix alemany Werser és un riu al nord-oest d'Alemanya. Neix a Hannoversch Münden per la confluència dels rius Fulda i Werra i té una longitud de 452 km. En afegir la longitud del Werra fa 744 km. La seva conca cobreix llargues parts dels estats federals de Hessen, Rin del Nord-Westfàlia, Baixa Saxònia i Bremen i parts menors de Baviera, Turíngia i Saxònia-Anhalt.
Del naixement a Hannoversch Münden cap al mar del nord és navegable. Bremen i Bremerhaven són dos ports marítims a la seva riba. Etimològicament, Werra i Weser tenen una arrel comuna, que només al segle xvi es va separar en dos noms diferents.
Les ciutats majors a la seva riba són Hannoversch Münden, Beverungen, Höxter, Holzminden, Bodenwerder, Hamelín, Hessisch-Oldendorf, Rinteln, Vlotho, Bad Oeynhausen, Porta Westfalica, Minden (Rin del Nord-Westfàlia), Petershagen, Nienburg, Achim, Bremen, Brake, Nordenham, Bremerhaven.

## Principals afluents
D'amunt a Hannoversch Münden cap avall a la desembocadura al mar a Bremerhaven.
| afluent esquerra | afluent dreta       | Longitud [km] | Conca [km²] | Cabal [m³/s] | desemboca nmm | km al Weser | Desemboca a                     |
| ---------------- | ------------------- | ------------- | ----------- | ------------ | ------------- | ----------- | ------------------------------- |
|                  | Schede              | 13,2          | 48,7        |              | 115           | 3           | avall de Gimte                  |
|                  | Nieme               | 16,7          | 40,4        |              | 108           | 18,4        | Bursfelde                       |
|                  | Schwülme            | 32            | 289,7       | 3,37         | 103           | 31,3        | Lippoldsberg                    |
| Diemel           |                     | 110,5         | 1760        | 15,73        | 96            | 44,7        | Bad Karlshafen                  |
| Bever            |                     | 18,2          | 76,8        |              | 93            | 52,4        | Beverungen                      |
| Nethe            |                     | 50,4          | 460,4       | 6,18         | 90            | 63,9        | davall de Fürstenberg           |
|                  | Holzminde           | 17,4          | 60,4        |              | 84            | 80,1        | Holzminden                      |
|                  | Forstbach           | 19,9          | 63,9        |              | 80            | 87,3        | damunt de Heinsen               |
|                  | Lenne               | 23,7          | 124,7       | 1,45         | 72            | 111,9       | Kemnade                         |
| Emmer            |                     | 61,7          | 535,1       | 7,16         | 65            | 128,1       | Emmern                          |
|                  | Hamel               | 26,9          | 207,6       |              | 65            | 135,9       | Hamelín                         |
| Humme            |                     | 18,8          | 137,6       |              | 65            | 133,9       | Hamelín                         |
| Exter            |                     | 26,1          | 108,7       | 1,54         | 51            | 163,1       | Rinteln                         |
| Kalle            |                     | 19,6          | 82,7        |              | 46            | 180,3       | damunt de Vlotho                |
| Werre            |                     | 71,9          | 1485,4      | 19,8         | 42            | 190,1       | Rehme (Bad Oeynhausen)          |
| Bastau           |                     | 19,2          | 117,4       |              | 38            | 202,8       | Minden (Rin del Nord-Westfàlia) |
|                  | Bückeburger Aue     | 38,9          | 173         |              | 34            | 215,2       | Petershagen                     |
|                  | Gehle               | 26,9          | 163,5       | 1,47         | 31            | 228,6       | Ilvese                          |
| Große Aue        |                     | 88            | 1522,4      | 10,19        | 22            |             | davall d'Estorf                 |
|                  | Steinhuder Meerbach | 34,4          | 355,9       |              | 21            |             | Nienburg del Weser              |
|                  | Aller               | 214,8         | 15721       | 121          | 10            | 326,4       | Verden-Eissel                   |
| Eyter            |                     | 22,2          | 249,2       |              | 6             |             | davall d'Achim                  |
| Ochtum           |                     | 46,1          | 916,9       |              | 2             | 379,5       | davall de Bremen                |
|                  | Lesum               | 131,2         | 2187,2      | 16,3         | 2             | 384,2       | Vegesack (Bremen)               |
| Hunte            |                     | 173,4         | 2635,3      | 17,4         | 2             | 398,8       | Elsfleth                        |
|                  | Lune                | 41,4          | 383,4       |              |               | 417,5       | Büttel amunt de Bremerhaven     |
|                  | Geeste              | 40,1          | 338,1       |              |               | 432,4       | Bremerhaven                     |